# Manuel Alves Branco
Manuel Alves Branco, II vizconde de Caravelas fue un juez, economista y uno de los más destacados políticos del Imperio del Brasil. Fue diputado nacional y senador. Fue designado ministro de Justicia, ministro de Hacienda en cuatro oportunidades y el primero en ejercer el cargo de primer ministro en esa nación.

## Biografía
Manuel Alves Branco nació en Maragogipe, Estado de Bahía, Brasil, el 7 de junio de 1797, hijo del comerciante João Alves Branco y de Anna Joaquina de São Silvestre Branco.
Se graduó en derecho en la Universidad de Coímbra en 1822. Regresó a Brasil en 1824 siendo designado Juez en Santo Amaro (Bahía) y posteriormente en Río de Janeiro.
Fue diputado por la Provincia da Bahía ante la Asamblea General de la 2° legislatura, entre 1830 y 1833.
Fue redactor del Código Procesal Criminal de 1830.
En 1832 fue designado Contador General y Miembro del Tribunal del Tesoro.
Colaboró en el Acta Adicional de 1834.
En el año crítico de 1835, en el que estallarían la Guerra de los Farrapos (Río Grande del Sur) y las revueltas de Cabanagem (Pará) y de los Malê (Salvador de Bahía), en el último gabinete de la "Regência Trina" fue designado brevemente como ministro de justicia y ese mismo año sucedió a Aureliano de Sousa e Oliveira Coutinho como interino al frente de la Cancillería, manteniendo el cargo hasta el siguiente año durante la Regencia de Diogo Antônio Feijó, cargo desde el que enfrentaría una infructuosa negociación para actualizar el tratado con Gran Bretaña, empeñada en combatir el tráfico de esclavos.
En 1837 fue designado Contador General del Tesoro Nacional.
Ese mismo año fue elegido senador por Bahía y el 16 de mayo de 1837 fue designado ministro de Hacienda, puesto que desempeñó hasta el 19 de septiembre de ese año. Ocupó nuevamente esa cartera entre el 1 de septiembre de 1839 y el 18 de mayo de 1840.
En 1841 el gabinete liberal fue reemplazado por uno conservador, el cual restituyó el Consejo de Estado y en 1842 Manuel Alves Branco fue nombrado Consejero de Estado.
Al regresar al poder los liberales, entre el 2 de febrero de 1844 y el 2 de mayo de 1846 estuvo nuevamente al frente de la cartera de Hacienda.
El 12 de agosto de 1844 implantó una nueva política aduanera con el objetivo de reducir el déficit fiscal. Conocida como la Tarifa Alves Branco, aumentó un 30% las tasas aduaneras sobre productos importados que no compitieran con la producción nacional y un 60% sobre aquellos que lo hicieran. La medida, que alcanzó cerca de tres mil productos importados, generó protestas entre los empresarios británicos, los importadores brasileños y los consumidores de las clases acomodadas, pero aunque no fuera su objetivo promovió la sustitución de importaciones promoviendo la instalación de fábricas en el país y dando inicio a la llamada Era Mauá.
El 22 de agosto de 1847 fue designado primer presidente del Consejo de Ministros, cargo que ejerció hasta el 8 de marzo de 1848, estando a cargo simultáneamente de la cartera de Hacienda desde el 20 de octubre de 1847 y de la de Interior en dos oportunidades.
Ocuparon también su gabinete:
- Negócios do Império:Francisco de Paula Sousa e Melo y Nicolau Pereira de Campos Vergueiro
- Justicia: Nicolau Pereira de Campos Vergueiro, Saturnino de Sousa e Oliveira Coutinho, José Antônio Pimenta Bueno
- Asuntos Extranjeros: Saturnino de Sousa e Oliveira Coutinho, José Antônio Pimenta Bueno
- Marina: Cândido Batista de Oliveira
- Guerra: Antônio Manuel de Melo
- Hacienda: Saturnino de Sousa e Oliveira Coutinho

Durante su mandato continuó la presión británica contra el tráfico de esclavos. La Ley Aberdeen (agosto de 1845) había autorizado a la Royal Navy a dar el trato de piratas a los barcos esclavistas brasileños, pero pese al elevado y creciente número de capturas, el tráfico de esclavos creció de manera sostenida alimentando el crecimiento de los cultivos de café. No obstante, Alves Branco asumía que el conflicto no pasaría a mayores ya que creía que «el oro inglés siempre protegería al Brasil del hierro inglés».
El mandato coincidió también con el comienzo del fin del bloqueo anglo-francés del Río de la Plata que hacía prever un próximo fin de la guerra civil en que se hallaban envueltas las vecinas Confederación Argentina y Uruguay con un resultado previsible contrario a los intereses del Imperio, lo que llevaría a los sucesores de Alves Branco a promover el pronunciamiento de Urquiza y la formación del Ejército Grande.
Tras los breves mandatos de sus sucesores adscriptos al partido liberal, José Carlos Pereira de Almeida Torres y Francisco de Paula Sousa e Melo, el poder pasaría al conservador Pedro de Araújo Lima y la consecuente sustitución dispuesta por Pedro II de Brasil del gobernador liberal de Pernambuco provocaría la última revuelta de carácter liberal y separatista, la llamada Praieira. El predominio conservador se extendería hasta 1862.
Alves Branco murió el 13 de julio de 1855 en su chacra Monte d’Ouro, en las cercanías de Niterói.
Era Oficial de 1° de la Orden do Cruzeiro y por decreto del 2 de diciembre de 1854 fue nombrado Vizconde con grandeza de Caravelas (o Caravellas).
Fue masón, Gran Maestre de la Gran Oriente entre 1846 y 1856, y Gran Comendador del Supremo Consejo de Rito Escocés entre 1843 y 1855.
Estaba casado con Joanna Carneiro Alves Branco, hija de Joaquim Carneiro de Campos y de Maria Pereira de Morais Campillo.